# Wiltz (rivière)
Pour les articles homonymes, voir Wiltz (homonymie).
La Wiltz (Wolz en luxembourgeois) est une rivière de Belgique et du Luxembourg, affluent en rive gauche de la Sûre faisant partie du bassin versant du Rhin via la Moselle.

## Géographie
Elle prend sa source sur le plateau d'Ardenne, non loin de Bastogne où elle est formée par la réunion de deux ruisseaux au sud de Bastogne : le ruisseau de la Bovire et le ruisseau d'Oster en aval du lieu-dit Wachenoule.
Après un parcours d'environ 8 km en Belgique, elle rejoint la frontière luxembourgeoise à la hauteur de la borne frontalière numéro 231. Ayant eu un cours vers l'est, c'est à la hauteur du village de Niederwampach qu'elle change de direction vers le sud pour passer par Schleif et Winseler et arriver à Niederwiltz. Elle continue son cours vers Kautenbach où elle reçoit à sa rive gauche son tributaire le plus important, la Clerve. Six kilomètres plus bas, elle se jette dans la Sûre en amont de Goebelsmuhle, sur la commune de Bourscheid. Ici, elle est descendue à une altitude de 240 m. Sa longueur totale est de 42 km.

## Affluents

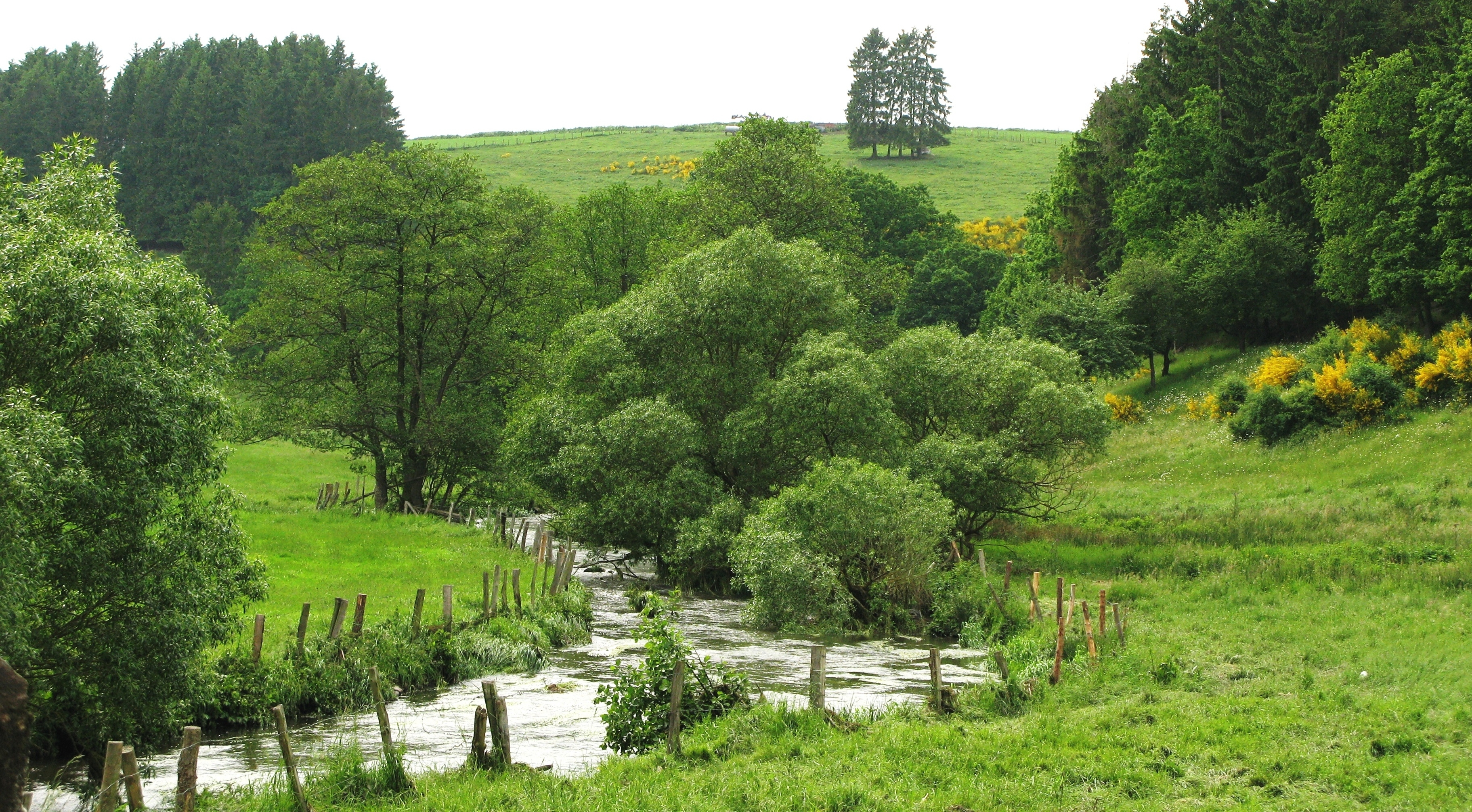
La Wiltz à Schimpach.

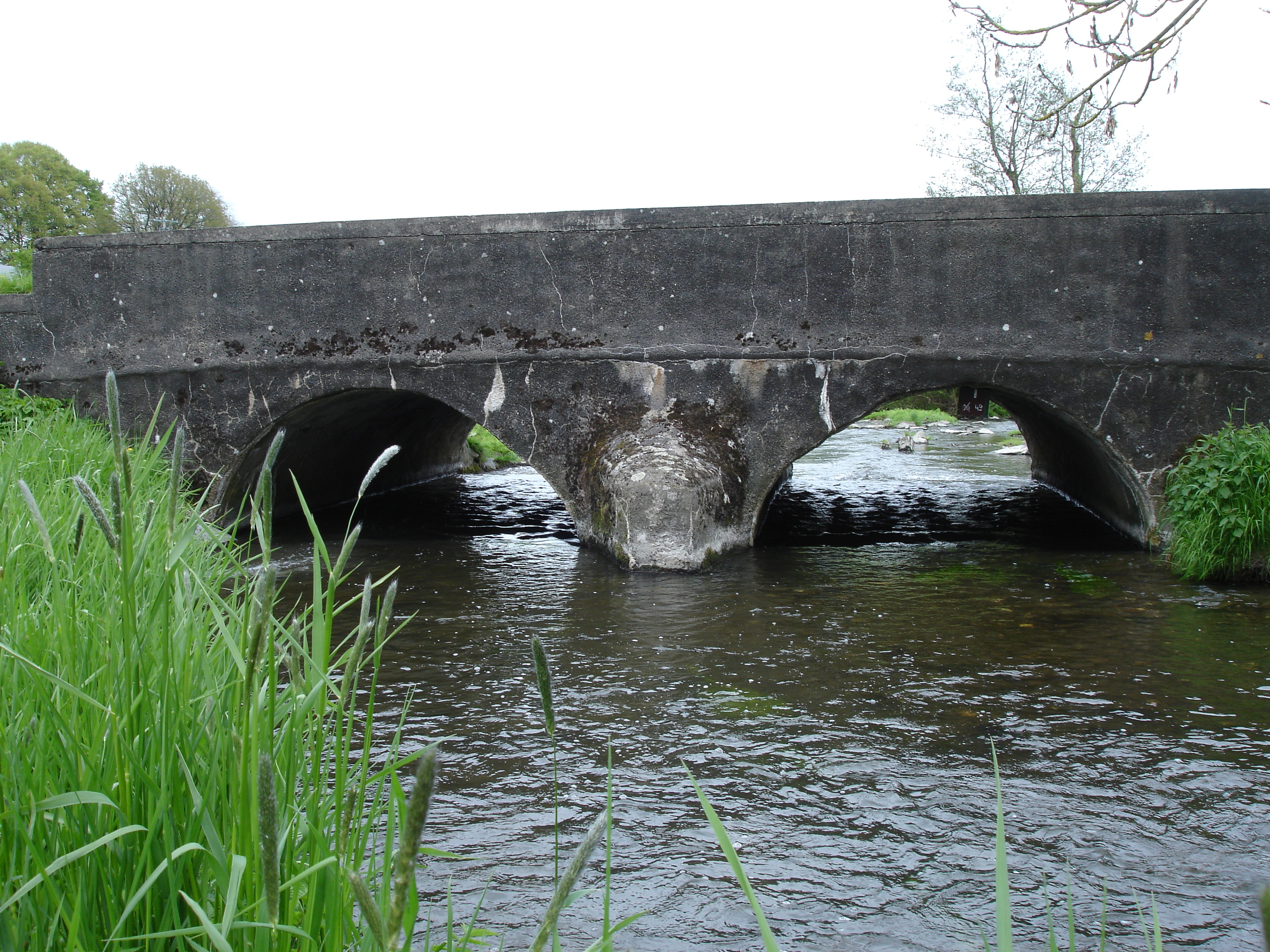
Le pont sur la Wiltz entre Benonchamps et Harzy.

### En Belgique
Entre parenthèses la rive de l'affluence.
| - Le Harzy (droite) | - Le ruisseau de Stoque (droite) |

### Au Luxembourg
Entre parenthèses la rive de l'affluence.
| - La Bretemich (droite) - La Wemperbaach (gauche) - La Baach (gauche) - Le Sunsbech (gauche) - Le Sporbech (droite) - La Lommicht (gauche) - La Fischbaach (droite) - La Eecht (gauche) | - La Honselerbaach (gauche) - La Geerelbaach (droite) - La Hermeschterbaach (droite) - Le Schneibech (droite) - La Himmelbaach (gauche) - La Aksbaach (droite) - La Bungersbaach aussi Beischterbaach (gauche) - La Miederbaach (gauche) | - La Wanschelterbaach (gauche) - La Clerve Klierf (gauche) - La Laangbaach (gauche) - La Nacherbaach (droite) - La Héschelterbaach (gauche) - La Burebaach (droite) - La Geischelterbaach (gauche) - La Tälerbaach (gauche) |